# Albert Markov
Pour les articles homonymes, voir Markov.
Albert Aleksandrovitch Markov (en russe Альберт Александрович Марков), né le 8 mai 1933 à Kharkov, est un violoniste, compositeur, professeur et chef d'orchestre russe.

## Biographie
Il étudie à Moscou sous les conseils de MM. Lechinsky et Yankelevitch. Après avoir remporté la médaille d'or au Concours musical international Reine-Élisabeth-de-Belgique, sa carrière de soliste prend un nouvel essor.
Après son immigration aux États-Unis en 1975,, Albert Markov a fait ses débuts avec le Houston Symphony en 1976. Il s'est ensuite produit en soliste avec plusieurs orchestres et en récital, au Carnegie Hall de New York, puis au Kennedy Center; il a été acclamé à la suite de ses concerts dans les plus prestigieuses salles de Chicago, Los Angeles, Détroit, Philadelphie, Houston, Toronto, Montréal et bien d'autres villes d'Amériques du Nord et du Sud, mais également en Europe, en Asie et en Afrique.
Après une absence d'une vingtaine d'années des scènes de Russie, il a fait un retour très attendu à Moscou.
Il a composé des Sonates pour violon seul et en duo, trois Rhapsodies, des caprices, une symphonie, Kinnor David, et un concerto pour violon et orchestre, Formosa Suite, qu'il a lui-même enregistré avec le Russian National Orchestra.
Il est également l'auteur de deux méthodes mondialement reconnues : Violin technique et Little Violinist.
Albert Markov est le directeur artistique du Rondo Chamber Orchestra et du Rondo Bennington Music Festival. Il se produit avec cet orchestre en soliste mais également en tant que chef.
Il est professeur à la Manhattan School of Music Faculty depuis 1981 ainsi qu'à la Long Island Conservatory de New York, et compte désormais parmi ses anciens élèves des lauréats de concours internationaux et des violonistes solistes dans plusieurs orchestres.
Il est régulièrement invité comme professeur à faire des masterclass de violon dans le monde entier. De 2005 à 2013, il était invité au festival Cordes et Pics en Maurienne.
Aram Khatchatourian écrit à son sujet : « Les activités d'Albert Markov ont beaucoup de différentes facettes… il fait preuve d'un véritable talent dans tout ce qu'il entreprend. Comme violoniste, il est l'un des meilleurs, et comme professeur, il a formé de véritables artistes. En tant que compositeur, il est remarquable par l'originalité de ses œuvres. En définitive, Albert Markov est un musicien hors du commun. »

## Discographie
- Œuvres pour violon, Jean-Luc Richardoz et Patricia Reibaud, violon, Azur Classical (enregistré en 2012)